# 광주광역시 청소년대상
광주광역시 청소년대상은 2005년 광주광역시에서 새로 신설한 상이다. 효행 및 선행, 면학, 장애극복, 예체능에 걸쳐 본상을 수여하고 당해 연도 수상 후보자 중 효행, 선행, 면학 등 여러 면에서 성행이 우수한 자에게 대상을 수여한다.
자격은 모든 청소년의 귀감이 되는 자 중 공고일 현재 1년 이상 계속 광주광역시에 거주하고 만 9세 이상 24세 이하의 청소년 또는 각 시상 분야에서 밝고 건강한 청소년 보호 및 육성에 공적이 있는 자 중 선발한다. 다만 금치산자 및 한정치산자, 금고이상의 형을 받고 그 집행이 완료되지 않았거나 집행을 받지 않기로 확정되지 않은 자는 제외한다. 1대 수상자는 영화배우인 문근영이 수상하여 화제가 되었다.

## 연혁
- 2006년 6월 7일 - 제1회 광주광역시 청소년대상 시상.

## 역대 수상자
| 대수 | 이름   | 당시 직업                       |
| ---- | ------ | ------------------------------- |
| 1회  | 문근영 | 영화배우, 광주국제고등학교 학생 |
| 2회  | 이특영 | 광주체육고등학교 학생           |